# Faicchio
Faicchio község (comune) Olaszország Campania régiójában, Benevento megyében.

## Fekvése
A megye északnyugati részén fekszik, 50 km-re északkeletre Nápolytól, 30 km-re északnyugatra a megyeszékhelytől. Határai: Cusano Mutri, Gioia Sannitica, Puglianello, Ruviano, San Lorenzello és San Salvatore Telesino.

## Története
A régészeti leletek tanúsága szerint az ókori szamnisz város, Fuifola helyén alakult ki, amelyet a rómaiak a pun háborúkban elpusztították. A mai település első említése a 12. századból származik. A következő századokban nemesi birtok volt. A 19. században nyerte el önállóságát, amikor a Nápolyi Királyságban felszámolták a feudalizmust.

## Népessége
A népesség számának alakulása:

## Főbb látnivalói
- Castello (a település vára)
- San Pasquale-kolostor
- Santa Maria di Costantinopoli-templom
- Santa Maria Assunta-templom
- Santa Lucia-templom
- San Nicola-templom
- San Giovanni Battista-templom
- Madonna dell’Annunziata-templom
- SS. Salvatore-templom
- Madonna del Carmine-templom